# Cmentarz wojenny nr 75 – Szymbark
Cmentarz wojenny nr 75 – Szymbark – cmentarz z I wojny światowej, zaprojektowany przez Hansa Mayra, położony na terenie wsi Szymbark w gminie Gorlice w powiecie gorlickim w województwie małopolskim. Jeden z ponad 400 zachodniogalicyjskich cmentarzy wojennych zbudowanych przez Oddział Grobów Wojennych C. i K. Komendantury Wojskowej w Krakowie. Należy do III Okręgu Cmentarnego Gorlice.

## Opis
Cmentarz znajduje Szymbarku tuż przy drodze krajowej nr 28 Gorlice - Grybów, w pobliżu skrzyżowania do Bielanki, na działce ewidencyjnej nr 1363.
Cmentarz ma kształt zbliżony do planu kaplicy z prezbiterium zamkniętym półkoliście, o powierzchni ogrodzonej około 142 m². Ogrodzony pełnym murem  z ciosów kamiennych z wejściem od strony północnej ujętym w masywne słupy kamienne. Na końcu brukowanej alejki przebiegającej przez środek cmentarza wysoki drewniany krzyż centralny. Groby ziemne w układzie rzędowym z żeliwnymi jednolitymi krzyżami na niskich betonowych cokolikach.
Na cmentarzu pochowano 32 żołnierzy w 11 pojedynczych grobach i 9 mogiłach zbiorowych:
- 28 żołnierzy austro-węgierskich
- 4 żołnierzy rosyjskich

poległych w 1914 i 1915.

## Galeria

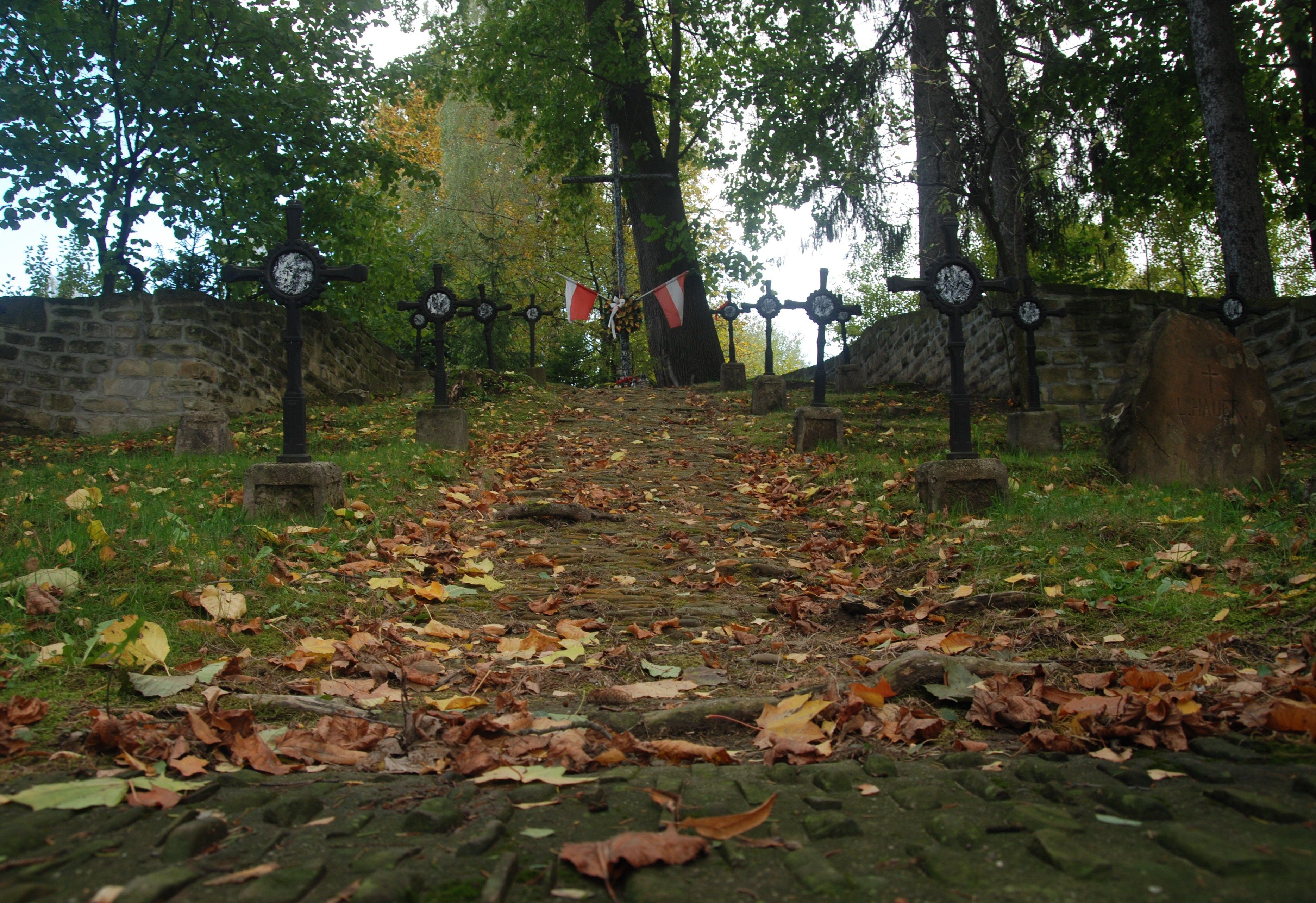
Alejka główna
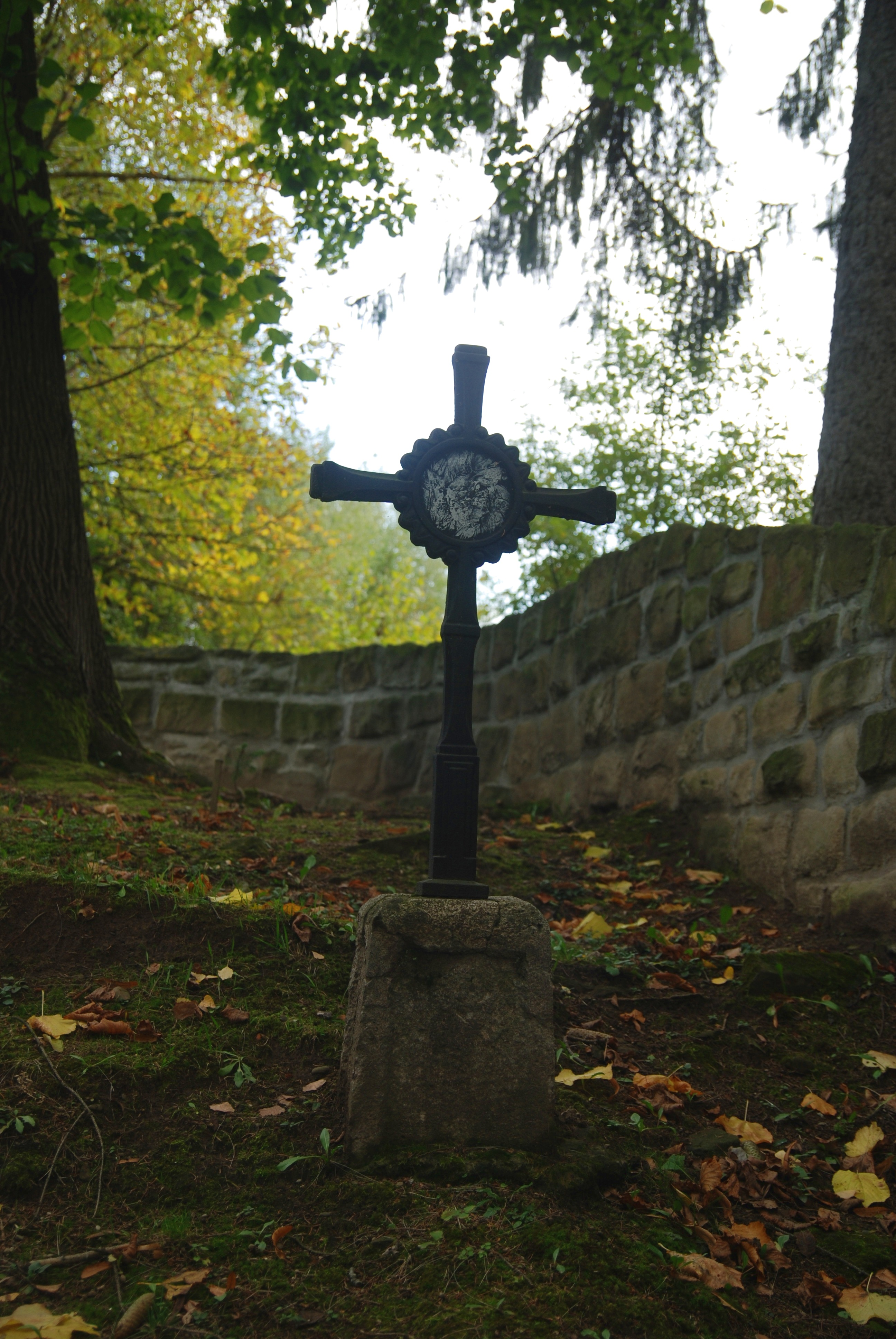
Typowy krzyż cmentarza
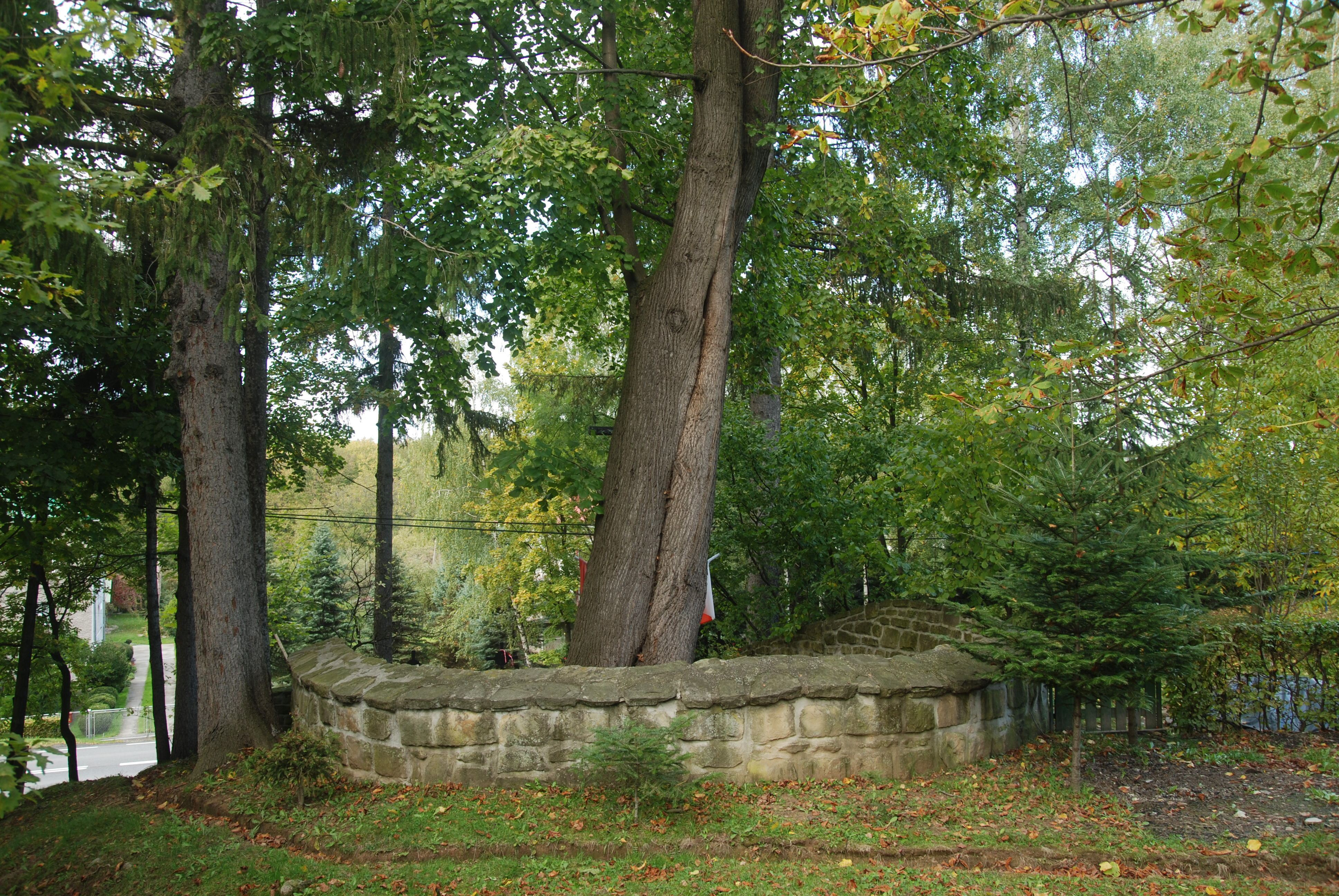
Widok z południa
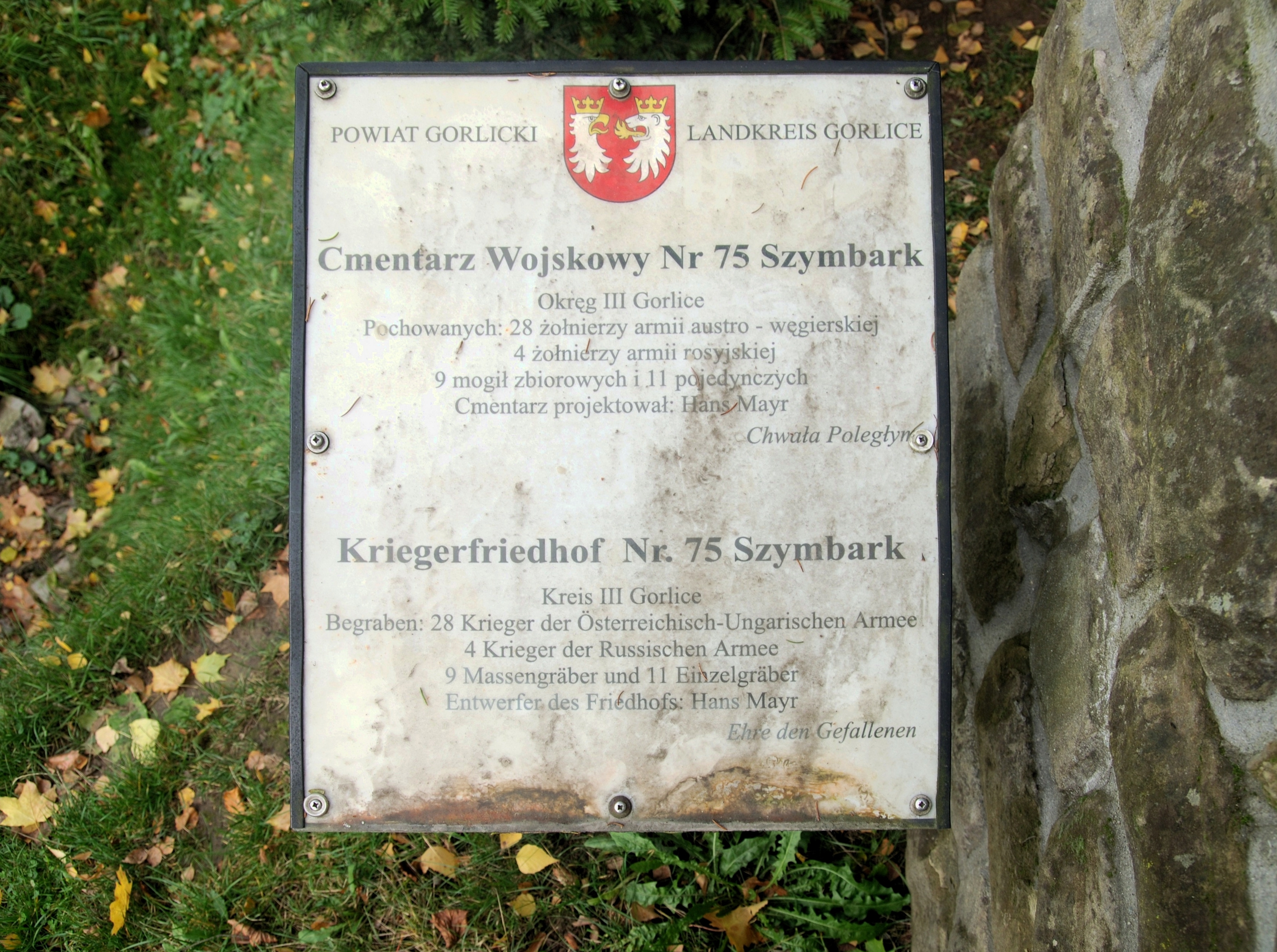
Tablica informacyjna
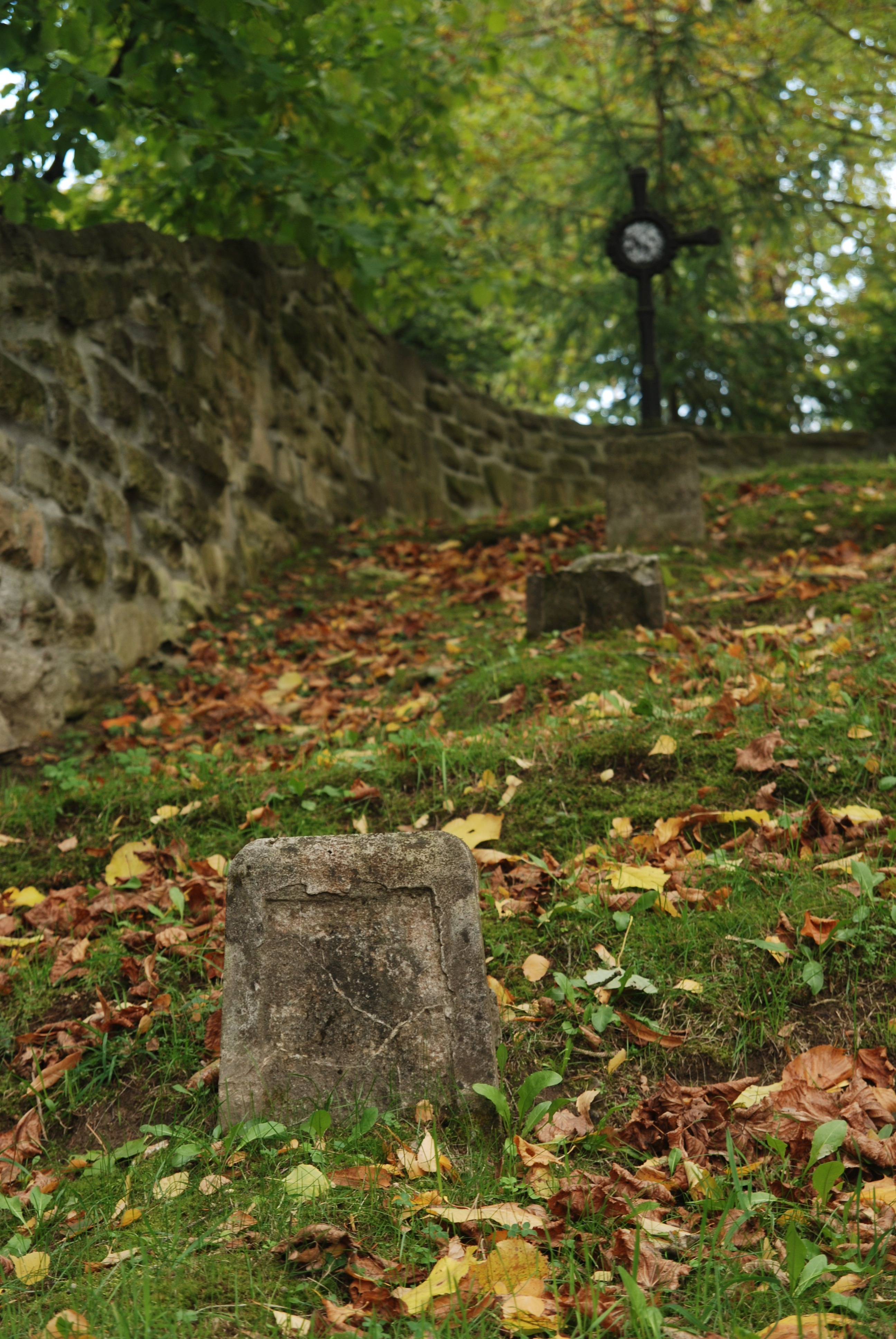
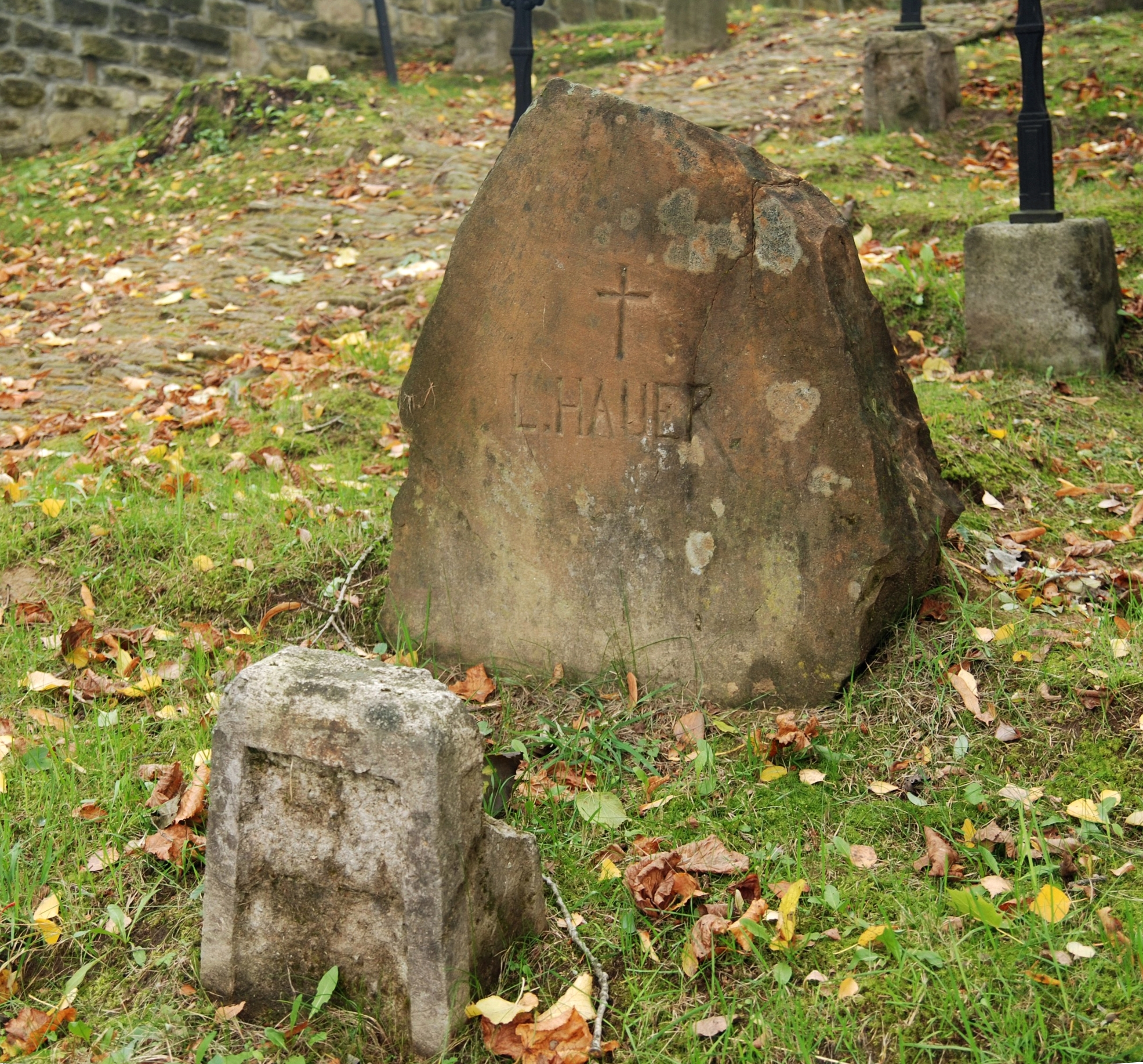